# Gottlob Berger

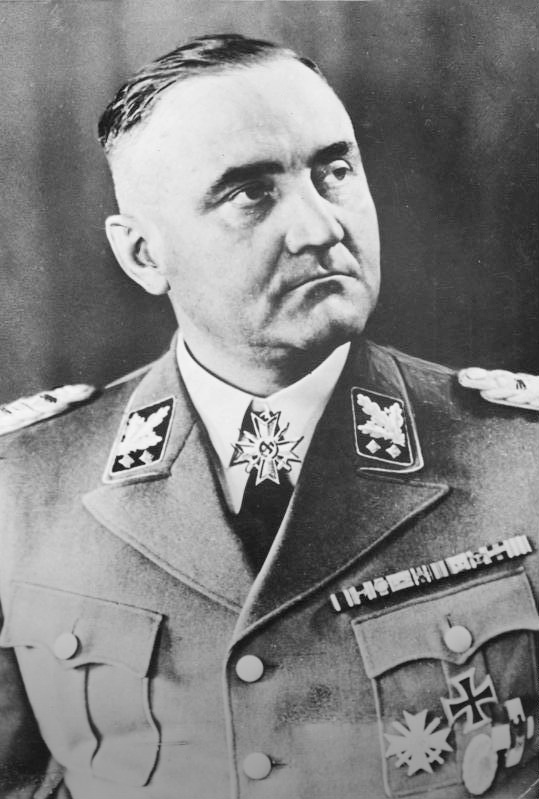
Berger als SS-Obergruppenführer und General der Waffen-SS (1944)

Gottlob Christian Berger (* 16. Juli 1896 in Gerstetten; † 5. Januar 1975 in Stuttgart) war ein nationalsozialistischer Parteifunktionär und SS-Angehöriger, zuletzt SS-Obergruppenführer und General der Waffen-SS. Im NS-Staat war er Chef des SS-Hauptamtes und galt als wichtiger Vertrauensmann Heinrich Himmlers. Nach Kriegsende wurde er im Wilhelmstraßen-Prozess zu einer Gefängnisstrafe von 25 Jahren verurteilt, 1951 jedoch vorzeitig entlassen.

## Militärlaufbahn und NSDAP-Mitgliedschaft
Der Sohn des Sägewerkbesitzers Johannes Berger absolvierte nach dem Besuch der Volks- und Realschule von 1910 bis 1914 das Lehrerseminar in Nürtingen. Beim Ausbruch des Ersten Weltkrieges meldete er sich als Kriegsfreiwilliger, wurde an der Westfront eingesetzt und während der Ypernschlacht im Oktober 1914 schwer verwundet. Zuletzt Ordonnanzoffizier, hatte er bei Kriegsende den Rang eines Leutnants erreicht und war mit beiden Klassen des Eisernen Kreuzes ausgezeichnet worden. Am 31. Januar 1919 wurde er demobilisiert.
Im Zivilleben war Berger vorübergehend Seminarlehrer in Lichtenstern; von 1920 bis 1928 war er Lehrer in seinem Geburtsort Gerstetten. Nebenbei besuchte er 1920 und 1921 eine Akademie für Turn- und Sportlehrer in Tübingen. Von 1928 bis 1933 arbeitete er als Lehrer an einer Volksschule in Wankheim in der Nähe von Tübingen. 1921 heiratete er; aus der Ehe gingen vier Kinder hervor.

### Frühe politische Betätigung
Angaben zu Bergers früher politischer Betätigung beruhen überwiegend auf seinen eigenen Angaben und sind nur teilweise unabhängig überprüfbar. Ab März 1919 schloss er sich verschiedenen Freikorps an. Bis März 1921 war er Zugführer der Einwohnerwehr von Heilbronn; im September 1920 bewachte er das dortige Elektrizitätswerk, um eine Besetzung durch streikende Arbeiter zu verhindern. Nach dem Kapp-Putsch soll er im März und April 1920 als Angehöriger Württembergischer Freiwilligenformationen an Kämpfen gegen die Rote Ruhrarmee beteiligt gewesen sein, unter anderem am Wasserturm am Steeler Berg in Essen. Im April 1921 wechselte er zum „Grenzschutz West“, einer paramilitärischen Organisation, die zur Schwarzen Reichswehr gehörte. Diesen von der Reichswehr entgegen den Bestimmungen des Versailler Friedensvertrages geförderten Formationen ist auch die „Organisation F“ zuzurechnen, der er von April 1924 bis April 1929 angehörte. Bis November 1928 führte er die Freischar „Alb-Ost“ der „Organisation F“; anschließend kommandierte er das Truppenkommando Württemberg-Mitte der gleichen Organisation.
Berger trat 1922 oder 1923 erstmals der NSDAP bei. Im Frühjahr 1923 war er an der Gründung der NSDAP-Ortsgruppe in seiner Heimatgemeinde Gerstetten beteiligt. Im September 1923 nahm er an einem Treffen von Wehrverbänden in Nürnberg teil. Im Oktober und November 1923 führte er das „nationalsozialistische Bataillon Ulm/Land“. Dabei wurde er im Oktober 1923 in Gerstetten wegen Waffenbesitzes, der Bildung bewaffneter Haufen und wegen Amtsanmaßung vorübergehend verhaftet. Mit dem Verbot der NSDAP nach dem Hitler-Ludendorff-Putsch endete seine Parteimitgliedschaft vorerst.
Zum 1. Januar 1931 trat Berger der neu gegründeten Partei erneut bei (Mitgliedsnummer 426.875). Bereits am 15. November 1930 war er Mitglied der SA geworden. Bis 1. August 1931 führte er den Tübinger SA-Sturm; ab 29. Juli 1932 war er für die SA-Untergruppe Württemberg verantwortlich. In dieser Funktion wurde er am 15. Oktober 1932 zum SA-Oberführer befördert.

### Nach der Machtergreifung des NS-Regimes in Württemberg
Nach der Machtergreifung des NS-Regimes war Berger im März und April 1933 ehrenamtlicher Sonderkommissar der Obersten SA-Führung im Württembergischen Innenministerium. In dieser Funktion war er für die Aufstellung einer Hilfspolizei und für die Verhängung von „Schutzhaft“ zuständig, eine Kompetenz, die formal in den Verantwortungsbereich des Innenministers fiel. Ausgehend von seinen Erfahrungen in paramilitärischen Verbänden und seiner Ausbildung als Sportlehrer hielt er zudem zahlreiche Vorträge über die vormilitärische Jugenderziehung. Im April oder Juni 1933 musste er nach einem Schiedsgerichtsverfahren alle Ämter in der SA aufgeben und trat aus der Organisation aus. Vorübergehend saß Berger als Nachfolger eines wegen des Verbots seiner Partei „ausgeschiedenen“ KPD-Abgeordneten im Württembergischen Landtag, bis dieser im Oktober 1933 aufgelöst wurde. Am 30. Oktober 1933 wandte er sich an den württembergischen Gauleiter, Staatspräsidenten und Reichsstatthalter Wilhelm Murr mit der Bitte, Rektor einer Knabenschule in Esslingen am Neckar zu werden. Er leitete diese Schule bis 30. September 1935 und wechselte dann als Referent für die körperliche Erziehung der Jugend ins Württembergische Kultusministerium. Er hatte von September 1934 bis Januar 1936 auch regionale Funktionen bei der Organisation „Chef des Ausbildungswesens“ inne, einer Organisation, die unter Leitung von Friedrich-Wilhelm Krüger die paramilitärische Ausbildung in der NSDAP verbessern sollte.
Bergers Wirken in Württemberg war von zahlreichen innerparteilichen Konflikten begleitet. Insbesondere das Verhältnis zu Gauleiter Wilhelm Murr war von starker Rivalität gekennzeichnet; aus Murrs Sicht war Berger unfähig und ungebildet. Hintergrund seines Ausscheidens aus der SA waren persönliche Auseinandersetzungen mit jüngeren SA-Führern wie Hanns Ludin; politische Gründe gab es nicht. Ludin charakterisierte ihn folgendermaßen:

„Berger ist auf den ersten Eindruck eine außerordentlich gewinnende Persönlichkeit, das Herz liegt ihm auf der Zunge. Er versteht es, Kameraden und Untergebene zu fesseln, allerdings oft mit Methoden, die ich nicht gutheiße. Wenn Berger z. B. sagte ›gebt mir 10 entschlossene Männer und ich mache die Revolution in Württemberg‹, so klingt das kolossal und macht auf primitive Männer einen starken Eindruck. Es steckt aber nichts dahinter.“

## Karriere in der SS

### Chef des SS-Ergänzungsamtes/Ergänzungsamt der Waffen-SS
Am 30. Januar 1936 trat Berger im Rang eines SS-Oberführers der SS bei (SS-Nummer 275.991). Zunächst wurde er dem SS-Oberabschnitt „Südwest“ als Sportreferent zugeordnet. Gleichzeitig war er zwischen April 1936 und Juni 1938 Leiter der Württembergischen Landesturnanstalt in Stuttgart mit der Amtsbezeichnung Studiendirektor sowie Referent für Leibeserziehung im Reichserziehungsministerium in Berlin. Am 1. Oktober 1937 wechselte er als Führer zum Stab des Reichsführers-SS Heinrich Himmler. In seinen Stellungen im Staatsdienst war er zumeist für den Dienst in der SS beurlaubt, im Frühjahr 1939 schied er aus dem Württembergischen Kultusministerium endgültig aus. Sein Lebensmittelpunkt verlagerte sich nach Berlin, ohne dass er seine Kontakte nach Württemberg abbrach.
Am 1. Juli 1938 wurde Berger von Himmler zum Chef des neugeschaffenen SS-Ergänzungsamtes (Amt VIII) im SS-Hauptamt ernannt, einen Monat später übernahm er auch die Leitung des Erfassungsamtes (Amt VI) und das Amt für Leibesübungen (Amt X). Berger war zuerst als Chef des SS-Ergänzungsamtes und dann ab 1. Dezember 1939 als Chef des von der Wehrmacht autorisierten Ergänzungsamtes der Waffen-SS mit SS-Ergänzungsstellen in jedem Wehrkreis für die Rekrutierung der bewaffneten SS-Verbände (SS-Verfügungstruppe, SS-Division Totenkopf) und die SS-Totenkopfverbände zuständig, letztere waren für die Bewachung der Konzentrationslager verantwortlich. Unter seiner Beteiligung schloss Himmler mit der Reichsjugendführung zwei Vereinbarungen, in deren Folge 32.000 Rekruten – vorwiegend aus der Hitlerjugend – zu den bewaffneten SS-Verbänden kamen, deren Stellung gegenüber der Wehrmacht durch Adolf Hitler gestärkt worden war.
Beim „Anschluss“ Österreichs gehörte Berger zum Vorauskommando unter Himmler, das am 12. März 1938 in Wien eintraf. Während der Sudetenkrise im September und Oktober 1938 wurde er der Verbindungsoffizier Himmlers zum Führer der Sudetendeutschen, Konrad Henlein, und dem Sudetendeutschen Freikorps. In dieser Funktion sorgte er für die Bewaffnung des Freikorps und war für die Auswahl von Sudetendeutschen als Mitglieder der SS oder der Verfügungstruppe verantwortlich. Nach dem deutschen Überfall auf Polen wurde er am 26. September 1939 von Himmler mit der Aufstellung des Volksdeutschen Selbstschutzes beauftragt. Diese aus Angehörigen der Deutschen Minderheit in Polen unter Führung der SS gebildeten Einheiten waren an der Ermordung oder Vertreibung tausender polnischer Bürger beteiligt.

### Chef des SS-Hauptamtes
Am 20. April 1939 zum SS-Brigadeführer befördert, löste Berger am 1. April 1940 August Heißmeyer als Chef des SS-Hauptamtes ab. Er reorganisierte das Hauptamt und ersetzte Mitarbeiter Heißmeyers. Sein zentrales Betätigungsfeld war die Rekrutierung von Freiwilligen für die mittlerweile entstandene Waffen-SS. Hierzu griff er auf Volksdeutsche, beispielsweise aus Rumänien, zurück, die in Durchgangslagern der Volksdeutschen Mittelstelle geworben wurden. Über die ihm unterstehende „Germanische Leitstelle“, geleitet von Franz Riedweg, wurden zudem Ausländische Freiwillige für die Waffen-SS geworben. Anfänglich beschränkte sich die Werbung auf Länder, die aus nationalsozialistischer Sicht „germanisch“ waren; so entsandte er um die Jahreswende 1939/40 den SS-Obersturmbannführer Walter Rehder nach Bozen, um im Kontext der Option in Südtirol Freiwillige anzuwerben. Im weiteren Verlauf des Zweiten Weltkrieges fielen diese Beschränkungen. Berger selbst räumte ein, dass die Rekrutierungen nur „teilweise freiwillig“ erfolgten und „in den Arbeitslagern etwas gewaltsam geworben“ wurde. Seine Rekrutierungsversuche in Finnland führten 1941 zur Verärgerung der dortigen Regierung und zum Streit mit dem deutschen Auswärtigen Amt.
Ausgehend von der Werbung ausländischer Freiwilliger für die Waffen-SS beschäftigte sich Berger zunehmend mit „Europaideen“: In seinen Vorstellungen bildeten die ausländischen Freiwilligen das Fundament, auf dem ein „Germanisches Reich“ errichtet werden sollte. In einem Europa, in dem jegliche Opposition mit militärischen Mitteln ausgeschaltet war, sollten sich die germanischen Länder unter deutscher Führung vereinigen, ohne ihr eigenes „Volkstum“ und ihre eigene Kultur aufzugeben. Er übernahm den Vorsitz der Deutsch-Kroatischen-Gesellschaft und leitete die Deutsch-Flämische Studiengesellschaft (DEFLAG), eine mit der deutschen Besatzungsmacht kollaborierende Organisation flämischer Separatisten. In Dänemark versuchte er, den Führer des SS-Freikorps „Danmark“ gegen den Parteiführer der dänischen Nationalsozialisten, Frits Clausen, auszuspielen. Im Sommer 1942 erhielt er den Auftrag von Heinrich Himmler, Verhandlungen zur Aufstellung von freiwilligen Polizeiformationen in Dänemark zu führen. Diese sollten anknüpfen an die bereits bestehenden dänischen SS-Freiwilligenformationen, die etwa 600 Teilnehmer umfassten. Ihre Ausbildung erfolgte in Hamburg-Langenhorn.
Als Chef des SS-Hauptamtes stand Berger in Verbindung mit Mohammed Amin al-Husseini, bekannt als Großmufti von Jerusalem, der seit 1941 in Berlin lebte. Am 11. September 1943 schrieb Himmler an ihn in der Sache „Koranstellen, die sich auf den Führer beziehen sollen“. Im Zuge der Zusammenarbeit von Nationalsozialisten und Islamisten um al-Husseini wurden entsprechende Flugblätter auf Arabisch gedruckt, mit Koranzitaten am Anfang und Ende; aber es war umstritten, ob man Hitler wirklich als den erwarteten Messias bezeichnen soll oder nicht. Jeffrey Herf hat die Unterlagen im Bundesarchiv gesichtet; ein großer Kreis von RSHA-Leuten war mit der Diskussion darüber befasst. Berger gehörte zu dieser Islam-Connection; das erklärt auch seine Ägypten-Reise nach 1945, denn hier saßen jetzt etliche Beteiligte, vor allem Johann von Leers.
Ab März 1940 hatte Berger maßgeblichen Anteil an der Aufstellung eines „Wilddiebkommandos“ unter Führung von Oskar Dirlewanger, aus dem heraus sich die SS-Sondereinheit Dirlewanger entwickelte. Dirlewanger stammte aus Württemberg und diente zusammen mit Berger im Ersten Weltkrieg in der gleichen Einheit. 1937 war er wegen Unzucht mit einer Minderjährigen zu einer zweijährigen Gefängnisstrafe verurteilt worden; auf Bergers Betreiben wurde er vorzeitig entlassen. Im April 1940 setzte sich Berger für die Aufnahme Dirlewangers in die Waffen-SS ein. Dessen Einheit wurde insbesondere bei der „Bandenbekämpfung“ in Weißrussland verwendet, bei der zahlreiche Zivilisten ermordet wurden. Begleitet wurden die Einsätze von Massenvergewaltigungen und weiteren Exzessen, die Opfer waren häufig minderjährige Frauen und Kinder. Hieran war teilweise auch der eigens dazu aus Berlin angereiste Berger beteiligt. Er war es auch, der Dirlewanger vor Kritik – auch innerhalb der SS – schützte. Ein Schreiben Dirlewangers an Bergers Adjutanten vom März 1944 dokumentiert ein Entgelt von je zwei Flaschen Schnaps pro Frau für insgesamt zehn Zwangsarbeiterinnen, die Dirlewanger für das SS-Hauptamt „beschaffte“. Während der sowjetischen Offensive im Sommer 1944 bot Berger Himmler an, an der Spitze des Dirlewanger-Regiments „für Ordnung zu sorgen“, was jener aber ablehnte.
In der zweiten Jahreshälfte 1944 entwickelte Berger Pläne zur Vereinheitlichung der Rekrutierung im Deutschen Reich: Himmler sollte ein „Militärisches Meldeamt“ unterstehen, das zentral für die Rekrutierungen für Wehrmacht, Waffen-SS, Polizei, Reichsarbeitsdienst, Organisation Todt und dem zivilen Arbeitssektor zuständig war. Angesichts des Kriegsendes wenige Monate später blieben die Pläne Fiktion.

### Verhältnis zu Himmler
Berger gelang es, bald nach seinem Eintritt in die SS einen Kontakt zu Himmler herzustellen. In den Auseinandersetzungen führender Nationalsozialisten verhielt er sich als „ein getreuer Gefolgsmann Himmlers“, beriet den Reichsführer der SS in einer „Mischung aus Byzantinismus, Bauernschläue und Offenheit“ und erlangte so eine Vertrauensstellung bei Himmler. Im Oktober 1943 äußerte er sich gegenüber Himmler über die innenpolitische Lage und die Rolle von Reichspropagandaminister Joseph Goebbels:

„Reichsminister Goebbels glaubt, er habe das Volk in der Hand. Er hält sich für einen Fakir, auf dessen Pfeifen und Rufen die Viper und die Brillenschlange tanzt. Nun ist das deutsche Volk keine Brillenschlange, dazu ist es viel zu schwerfällig, hat auch zu wenig Gift und Dr. Goebbels ist kein Fakir. Hier entsteht für uns, meiner Meinung nach, eine ganz ungeheure Verantwortung, darüber zu wachen, daß immer der Krieg als ein Krieg für das Reich, nie als ein Krieg für den Führer, die NSDAP und die SS herausgestellt wird.“

Zu dem erhaltenen Schriftverkehr zwischen ihm und Himmler gehört ein Schreiben Bergers vom April 1944, in dem er zu folgender Beurteilung des ostpreußischen Gauleiters und Reichskommissars für die Ukraine, Erich Koch, kam:

„Die Besprechung nahm zeitweise derart unschöne und unsachliche Formen an, daß ich mich zutiefst geschämt habe. Koch selbst macht – ich versuche, Reichsführer, sehr objektiv und über den Dingen stehend zu urteilen – den Eindruck eines Säufers im letzten Stadium. Er hat eine fahle, blauweiße Gesichtsfarbe mit vielen unregelmäßig über das ganze Gesicht verteilten Falten und Rillen. Zu einer geordneten Verhandlungsführung ist er nicht fähig, da er bei jeder Anordnung aufbraust und sie mit Beleidigungen quittiert.“

Über das Ausmaß des Holocaust war Berger als Zuhörer bei der Posener Rede Himmlers vom 4. Oktober 1943 informiert, in der Himmler die Rolle der SS bei der „Ausrottung des jüdischen Volkes“ offen aussprach. Schon am 28. Juli 1942 hatte er sich gegenüber Berger schriftlich dagegen ausgesprochen, dass eine Verordnung über den Begriff „Jude“ herauskommt: „Mit all diesen törichten Festlegungen binden wir uns ja selbst die Hände. Die besetzten Ostgebiete werden judenfrei. Die Durchführung dieses sehr schweren Befehls hat der Führer auf meine Schultern gelegt. Die Verantwortung kann mir ohnedies niemand abnehmen. Also verbiete ich mir alles mitreden.“

### Ostministerium und Kriegsende
Berger, seit dem 20. April 1941 SS-Gruppenführer und Generalleutnant der Waffen-SS, leitete ab März 1942 den SS-Postschutz. Dieser war unter anderem für den Rücktransport von Verwundeten und Erkrankten aus den Kampfgebieten zuständig.
Ab 1. April 1943 arbeitete er als Verbindungsmann Himmlers im Reichsministerium für die besetzten Ostgebiete unter Alfred Rosenberg. Bereits im Januar 1943 hatten Himmler und Rosenberg Probleme zwischen der SS und dem Ostministerium erörtert; zudem spielten Auseinandersetzungen mit den Reichskommissaren Erich Koch (Ukraine) und Hinrich Lohse (Ostland) eine Rolle. Gleichzeitig wollten Himmler und Berger in den Machtbereich Rosenbergs eindringen und die Werbung von Rekruten der Waffen-SS insbesondere in der Ukraine, Lettland und Estland erleichtert wissen. Eine zeitweise erwogene Ernennung zum Staatssekretär im Ostministerium kam nicht zustande. Erich von dem Bach-Zelewski, Höherer SS- und Polizeiführer (HSSPF) Russland-Mitte und dort für die „Bandenbekämpfung“ zuständig, versprach sich im April 1943 von Bergers Funktion im Ostministerium eine verbesserte Bewaffnung seiner Verbände und hoffte, dass jener „seinen Einfluß in der Richtung einer geschmeidigeren Ostpolitik geltend machen würde.“
Am 21. Juni 1943 zum SS-Obergruppenführer und General der Waffen-SS befördert, erhielt Berger am 5. August 1943 ein Mandat im bedeutungslosen Reichstag, der 1942 letztmalig zusammengetreten war.
Eine besondere Beziehung pflegte er zu dem kleinen Dorf Bergersdorf in Mähren. Der zur Iglauer Sprachinsel gehörige und von Deutschen besiedelte Ort galt als ein landwirtschaftliches Musterdorf. Berger nahm das Dorf unter seine persönliche Patenschaft und verlieh dem Ort 1943 den Titel SS-Dorf.
Im Sommer 1944 gehörte er zu den Verantwortlichen der Heu-Aktion. Dabei wurden zehn- bis fünfzehnjährige Kinder aus Osteuropa für einen Einsatz als Zwangsarbeiter ins Reichsgebiet verschleppt. Am 31. August 1944, zwei Tage nach Ausbruch des Slowakischen Nationalaufstandes, wurde Berger als HSSPF „Slowakien“ zur Niederschlagung des Aufstandes in die Slowakei entsandt. Ab 6. September 1944 im Amt eines „Deutschen Befehlshabers in der Slowakei“, unterstand er direkt Adolf Hitler und Keitel. Er zog deutsche Verbände wie die Division Tatra, Einheiten des SS-Postschutzes sowie das Sonderkommando Dirlewanger zusammen; zudem kamen kollaborierende slowakische Gruppen wie die Hlinka-Garde zum Einsatz. Im Gefolge der Einheiten gingen Adolf Eichmann und Josef Witiska auf die Suche nach Juden. Wegen seiner Erfolge in der Slowakei stand er bei Hitler in hoher Gunst. Am 19. September wurde er im Kommando durch den SS-Obergruppenführer Hermann Höfle abgelöst.
Ende September 1944 wurde Berger von Himmler zum Stabsführer des neu aufzubauenden Deutschen Volkssturms ernannt; Hitler übertrug ihm zudem zum 1. Oktober 1944 als „Generalinspekteur für das Kriegsgefangenwesen“ die Zuständigkeit für Kriegsgefangene und Internierte. In dieser Funktion war ihm die ungenügende Versorgung der Kriegsgefangenen bekannt. Am 20. Februar 1945 berichtete er an Himmler über die Aufstellung von Arbeitskommandos aus amerikanischen Kriegsgefangenen. Sein Vorgehen wurde von Himmlers Stab als „sehr problematisch“ bezeichnet; er wurde aufgefordert, dass „wirklich nur echte freiwillige Meldungen“ berücksichtigt werden.
„Mit an Sicherheit grenzender Wahrscheinlichkeit“ setzte sich Berger für Albrecht Fischer ein, einen leitenden Mitarbeiter der Stuttgarter Robert Bosch GmbH, der nach dem gescheiterten Attentat vom 20. Juli 1944 verhaftet worden war. Fischer war nach einem erfolgreichen Staatsstreich als Beauftragter für den Wehrkreis V (Stuttgart) vorgesehen. Berger wurde auf Bitten des Bosch-„Betriebsführers“, Hans Walz, tätig; möglicherweise trat er an Himmler oder den Präsidenten des Volksgerichtshofs, Roland Freisler, heran. Seine Angabe nach Kriegsende, er habe sich direkt an Hitler gewandt, ist nicht nachweisbar und gilt als wenig wahrscheinlich. Im Prozess vor dem Volksgerichtshof wurde Fischer auch nach seiner eigenen Wahrnehmung zurückhaltend behandelt. Berger war der Robert Bosch GmbH bereits zuvor verbunden gewesen (sein Vater war zusammen mit dem Firmengründer Robert Bosch Soldat gewesen) und hatte sich mehrfach für Belange des Stuttgarter Unternehmens eingesetzt. Als mögliche Motive Bergers gelten diese Verbindungen, die anhaltende Rivalität zum württembergischen Gauleiter Murr sowie eine persönliche Vorsorge für die Zeit nach dem absehbaren Ende des nationalsozialistischen Regimes. Zudem dürfte ihm das Ausmaß der Verbindungen führender Mitarbeiter Boschs zu den Verschwörern des 20. Juli nicht bekannt gewesen sein.
Bei Kriegsende gehörte Berger am 17. April 1945 zu einem Tribunal, das in der Privatwohnung von Goebbels unter dessen Vorsitz Karl Brandt zum Tode verurteilte. Dem ehemaligen Begleitarzt Hitlers und zuletzt Reichskommissar für das Sanitäts- und Gesundheitswesen war Defätismus vorgeworfen worden. Das Todesurteil wurde jedoch bis Kriegsende nicht vollstreckt.
Mit Hitler traf Berger zuletzt am 22. April 1945 im Führerbunker zusammen. Zuvor war er zum „militärischen Bevollmächtigten des Führers“ für Bayern ernannt worden. In der Nacht zum 23. April flog er nach Süddeutschland. In Bayern unterstanden ihm prominente Kriegsgefangene, die dort als Geiseln zusammengezogen worden waren. Zuletzt flüchtete er in ein Jagdrevier Robert Boschs im Tannheimer Tal. Nach widersprüchlichen Angaben wurde er entweder dort oder in Berchtesgaden von einem französischen Kommando am 8. Mai 1945 gefangen genommen.

## Nach Kriegsende

### Angeklagter im Wilhelmstraßen-Prozess

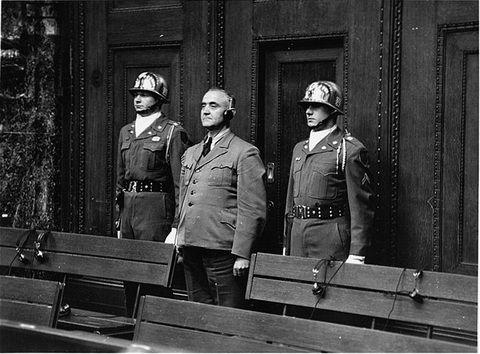
Gottlob Berger als Angeklagter im Wilhelmstraßen-Prozess (1949)

Zwischen Juni und August 1945 wurde Berger im London Cage des britischen Geheimdienstes festgehalten; nach seiner Rückkehr nach Deutschland war er überwiegend in Nürnberg und Dachau inhaftiert. Das nach Kriegsende aufgefundene Aktenmaterial belastete ihn und führte zum Entschluss der zuständigen amerikanischen Behörden, ihn in einem der Nachfolgeprozesse des Nürnberger Kriegsverbrecherprozesses anzuklagen. Berger war einer der zwölf Angeklagten im elften Nachfolgeprozess, auch als „Wilhelmstraßen-Prozess“ bezeichnet, da viele Angeklagte dem Auswärtigen Amt angehört hatten. Er wurde vor und während des Prozesses häufig vernommen; dabei erwiesen sich seine Behauptungen, er habe erst nach 1945 vom Mord an den europäischen Juden erfahren, angesichts aufgefundener Dokumente als wenig glaubhaft; auch widersprach im Prozess der als Zeuge vernommene ehemalige Reichsamtsleiter im Ostministerium, Georg Leibbrandt. Er wurde auch für die Broschüre Der Untermensch verantwortlich gemacht, die im von ihm geleiteten SS-Hauptamt entstanden war und Slawen als „geistig, seelisch […] tiefer stehend als jedes Tier“ darstellte.
Am 13. April 1949 wurde Berger im Wilhelmstraßen-Prozess in den Anklagepunkten III (Kriegsverbrechen), V (Verbrechen gegen die Menschlichkeit), VII (Zwangsarbeit) und VIII (Mitgliedschaft in einer verbrecherischen Organisation) für schuldig gesprochen und zu 25 Jahren Haft verurteilt. Im Urteil wurde er für den Tod des kriegsgefangenen französischen Generals Gustave Mesny, der am 19. Januar 1945 auf Befehl Hitlers ermordet worden war, verantwortlich gemacht. Zu den Verbrechen gegen die Menschlichkeit zählte das Gericht seine Verantwortung für Dirlewanger und dessen Einheit, die Verfolgung, Versklavung und Ermordung der ungarischen Juden 1944 sowie die zwangsweise Einziehung von Ausländern zur Waffen-SS. Beim Anklagepunkt Zwangsarbeit verwies das Gericht auf seine Verantwortung für die Heu-Aktion; die Verurteilung als Mitglied einer verbrecherischen Organisation erfolgte wegen seiner SS-Mitgliedschaft.
Am 31. Januar 1951 reduzierte der amerikanische Hohe Kommissar John J. McCloy nach einem Gnadengesuch Bergers die Strafe auf 10 Jahre. Vor dem Hintergrund des Kalten Krieges und der Westintegration der Bundesrepublik Deutschland war es zu verbreiteter Kritik in der westdeutschen Öffentlichkeit an den Nürnberger Urteilen gekommen, der sich einzelne Stimmen in den USA anschlossen. Bemängelt wurde insbesondere die fehlende Möglichkeit der Überprüfung der Urteile. In seiner Begründung verwies McCloy, der am selben Tag über 88 weitere Gnadengesuche entschied, auf Bergers Verantwortung für Vieles, was in der Zeit des Nationalsozialismus rechtswidrig und unmenschlich gewesen sei, und auf dessen enge Beziehung zu Himmler. Im Fall des ermordeten Generals Mesny sah McCloy auf Grund unklarer Befehlswege keine Verantwortung Bergers. Er hielt dem Inhaftierten zudem zugute, dass er sich zumindest zeitweise für die Belange von Gefangenen eingesetzt habe.
Unter Anrechnung eines Strafnachlasses von zehn Tagen pro Haftmonat wegen guter Führung wurde Berger am 15. Dezember 1951 aus dem Kriegsverbrechergefängnis Landsberg entlassen.

### Nach der Haftentlassung
Schon vor Haftentlassung hatte sich die Robert Bosch GmbH bemüht, Berger bei der Entnazifizierung behilflich zu sein. Das Privatsekretariat der Firma wandte sich am 27. November 1951 an einen potentiellen Entlastungszeugen:

„Auch Herr Berger muß natürlich entnazifiziert werden. Das Verfahren haben wir für ihn in der französischen Zone Württembergs vorbereitet, wo es bedeutend einfacher sei, als in der US-Zone. Herr Berger muß ebenfalls eine größere Zahl von Entlastungserklärungen beibringen. Wären Sie bereit, für ihn ein solches Zeugnis auszustellen? Wenn ich mich recht erinnere, haben Sie im Wilhelmstraßenprozeß auch schon ein Affidavit für ihn abgegeben. Es würde genügen, wenn Sie die Erklärung für die Entnazifizierung in ähnlichem Sinne formulieren.“

Bis April 1952 war Berger polizeilich in Himmelpforten bei Stade in Niedersachsen gemeldet. Hier gab er am 27. Februar 1952 seinen Fragebogen zur Entnazifizierung ab, den er am 21. März um weiteres Entlastungsmaterial ergänzte. Gemäß dem Gesetz zum Abschluss der Entnazifizierung im Lande Niedersachsen vom 18. Dezember 1951 wurden alle noch anhängigen Verfahren zum 30. März 1952 eingestellt und die Betroffenen automatisch in die Kategorie V („unbelastet“) eingestuft.
Die Besatzungsbehörden hatten Bergers Vermögen beschlagnahmt. Auf Vermittlung der Firma Bosch arbeitete er bis Mai 1953 als Gebäude- und Maschinenverwalter bei einer Stuttgarter Zeitung. Dort gelang es ihm jedoch nicht, sich in die untergeordnete Position einzuordnen; zudem betrieb er im Kollegenkreis nationalsozialistische Propaganda. Im Juli 1953 fand er eine Beschäftigung in einer Fabrik für Vorhangschienen in Musberg im Kreis Böblingen.
Gemäß einer Anweisung vom 27. Dezember 1951, die ihn als potentielles Sicherheitsrisiko bezeichnete und eine Überwachung für notwendig erachtete, stand Berger nach seiner Haftentlassung unter Beobachtung von amerikanischen Nachrichtendiensten, zudem wurde seine Post kontrolliert. Von Januar 1956 ist der Bericht eines Agenten erhalten, dem Berger Auskunft über seine politischen Ansichten gegeben hatte: Er sei ein glühender deutscher Nationalist, der die Bundesrepublik mit der Weimarer Republik vergleiche. Vor dem Hintergrund des Verfahrens zum Verbot der KPD vertrat er die Ansicht, dass die Kommunisten zu lax behandelt würden und zu viel Bewegungsfreiheit hätten; die KPD solle sofort eliminiert werden. Besonderen Argwohn der amerikanischen Behörden erweckte seine Ägyptenreise im Juni 1954, da man dort Bergers Freund Dirlewanger vermutete; erst 1960 wurde geklärt, dass jener 1945 kurz nach Kriegsende gestorben war.
1953 veröffentlichte Berger in der rechtsextremen Monatszeitschrift Nation Europa einen Aufsatz zum „Ausbau der Waffen-SS“. Zahlenangaben in dieser Veröffentlichung erwiesen sich als ebenso unzutreffend wie eine eidesstattliche Erklärung vom März 1953, in der er die Urheberschaft eines 1945 gefälschten Briefes dem schwedischen Vermittler Folke Bernadotte zuschrieb. Im September 1964 sagte er als Zeuge im Strafprozess gegen Karl Wolff aus. Etwa zur gleichen Zeit erhielt er von der Robert Bosch GmbH den Auftrag, gegen Bezahlung seine Lebenserinnerungen niederzuschreiben. Dabei entstanden Tonbandaufnahmen. Die Stuttgarter Firma gewährte Berger weitere finanzielle Hilfen und zudem juristischen Beistand, so dass es ihm gelang, für seine Zeit als Lehrer vor 1933 eine Pension zu beziehen. Den Lebensabend nach seiner Pensionierung Ende Dezember 1964 verbrachte er in seinem Heimatort Gerstetten.